# Doctrina Calvo

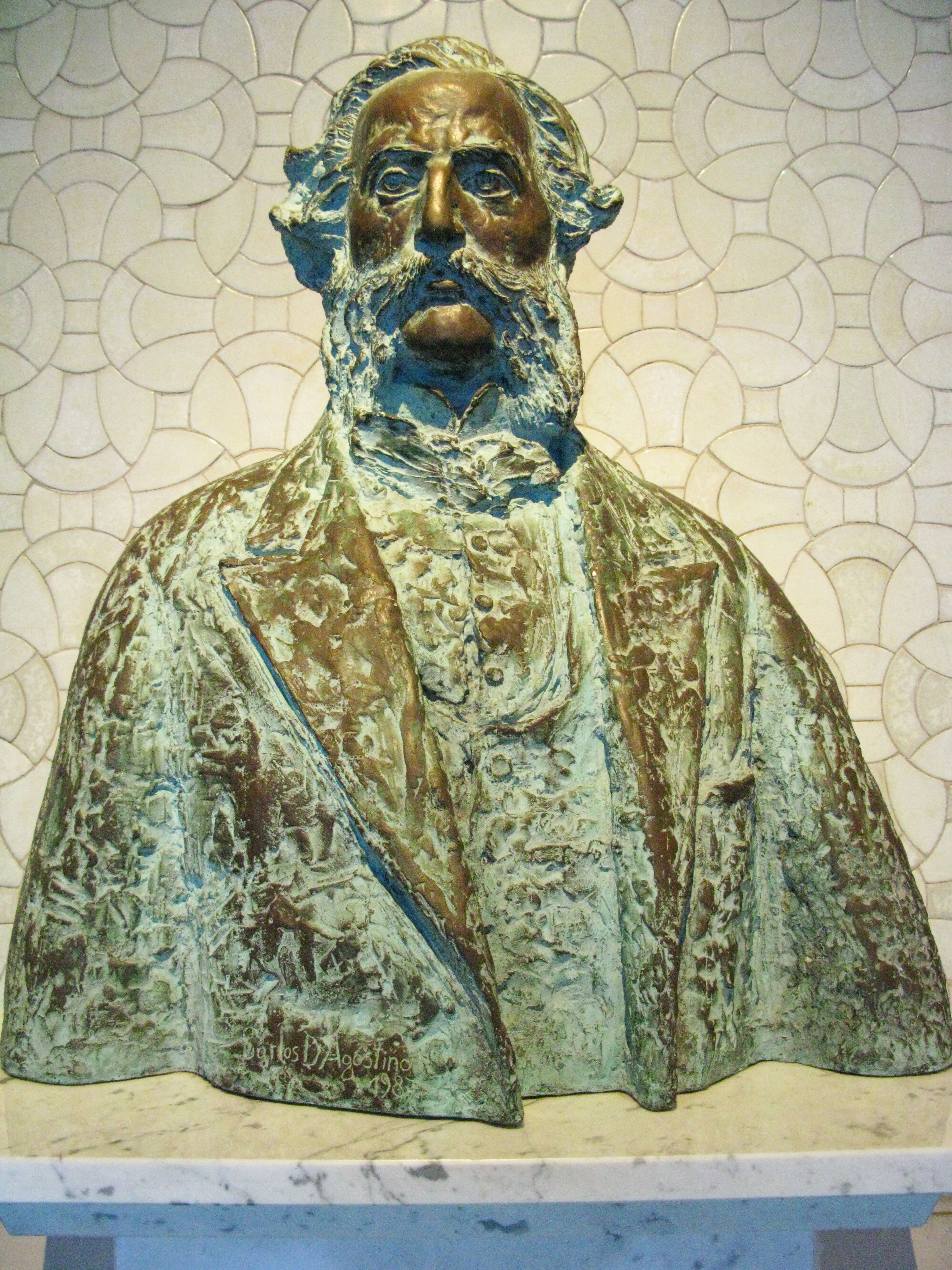
Nombre del archivo:Carlos calvo Palais de la Paix Peace Palace Den Haag The Hague La Haye.jpg
Descripción:Buste de Carlos Calvo se trouvant dans le Palais de la Paix Peace Palace Den Haag The Hague La Haye ; signature Carlos D'Agostino

La Doctrina Calvo, denominada así por su autor, Carlos Calvo (1824-1906), es una doctrina panamericana de Derecho internacional que establece que, los extranjeros deben realizar sus demandas, reclamaciones y quejas sometiéndose a la jurisdicción de los tribunales locales, evitando recurrir a las presiones diplomáticas o intervenciones armadas de su propio Estado o gobierno. Ha sido recogida en varias constituciones latinoamericanas. 

## Doctrina
Esta doctrina a veces es confundida con la doctrina Drago, debida al también jurista argentino Luis María Drago, que establece una aplicación más restringida del mismo principio. Calvo justificaba su tesis señalando que era necesario impedir que los países más poderosos interfirieran en la jurisdicción de los más débiles.
Durante las  primeras Conferencias Interamericanas que se celebraron en Washington D. C. (1889-1890) y Ciudad de México (1901-1902), Estados Unidos se negó a firmar la Convención sobre Derechos de Extranjería en donde se asentaron los principios básicos de la doctrina Calvo. Se estableció igualdad juridíca para nacionales y extranjeros, se estableció como un acto de fuerza mayor los daños causados por actos revolucionarios, y se admitió la posibilidad de reclamaciones diplomáticas cuando existía denegación de justicia. En contraposición, Estados Unidos logró que se firmara el Tratado sobre Reclamaciones por Daños Pecuniarios, un órgano jurídico regional que atendería las reclamaciones y que no se obligaba a reconocer los principios de la doctrina Calvo.
Durante la 4.a conferencia celebrada en Buenos Aires (1910) se firmó una convención que logró incorporar la condición de que se recurriría primero a los tribunales locales antes de acudir al arbitraje internacional, es decir, solamente en caso de denegación de justicia. En la 5.a conferencia celebrada en Santiago de Chile (1923) se encomendó a la Junta Interamericana de Jurisconsultos determinar los derechos civiles y garantías individuales de los extranjeros y las excepciones que hubiese lugar. Durante la 6.a conferencia celebrada en La Habana (1928) se acordó que los Estados debían reconocer las mismas garantías individuales a extranjeros y nacionales. Durante la 7.a conferencia celebrada en Montevideo (1933) se definió la responsabilidad internacional de Estado siendo la Comisión Jurídica Interamericana la designada para establecer la normatividad a seguir. No fue fácil unificar los criterios al respecto del concepto de denegación de justicia, por tal motivo existieron varias controversias, como el caso de la expropiación del petróleo en México.

## Tipos de cláusulas
En Latinoamérica se ha denominado a diversos tipos de legislaciones con el nombre de cláusula Calvo, entre ellas:

a) Cláusula Calvo legislativa. Regularmente se inserta en contratos celebrados entre un extranjero y el gobierno del país en el que éste reside. Hay ciertas variantes, en algunos casos se señala que no se aceptarán reclamaciones de extranjeros excepto en los casos y formas con las que cuentan los mismos nacionales. En otros casos solamente se acepta la interposición diplomática cuando existe una denegación de justicia para el extranjero. Otras casos señalan que no procederán demandas o indemnizaciones cuando los daños a las personas o bienes han sido derivados por disturbios civiles.

b) Cláusula Calvo de agotamiento de los recursos locales. En este caso los extranjeros deben agotar todos los recursos que ofrece la jurisdicción del país de residencia antes de solicitar la ayuda de su gobierno.

c) Cláusula Calvo como renuncia de protección diplomática. Por el simple hecho de firmar un contrato que contenga esta cláusula, el extranjero se obliga a renunciar a la protección de su país y acatar las leyes del país en que se firma el contrato.